# 特拉維斯·帕斯特拉納

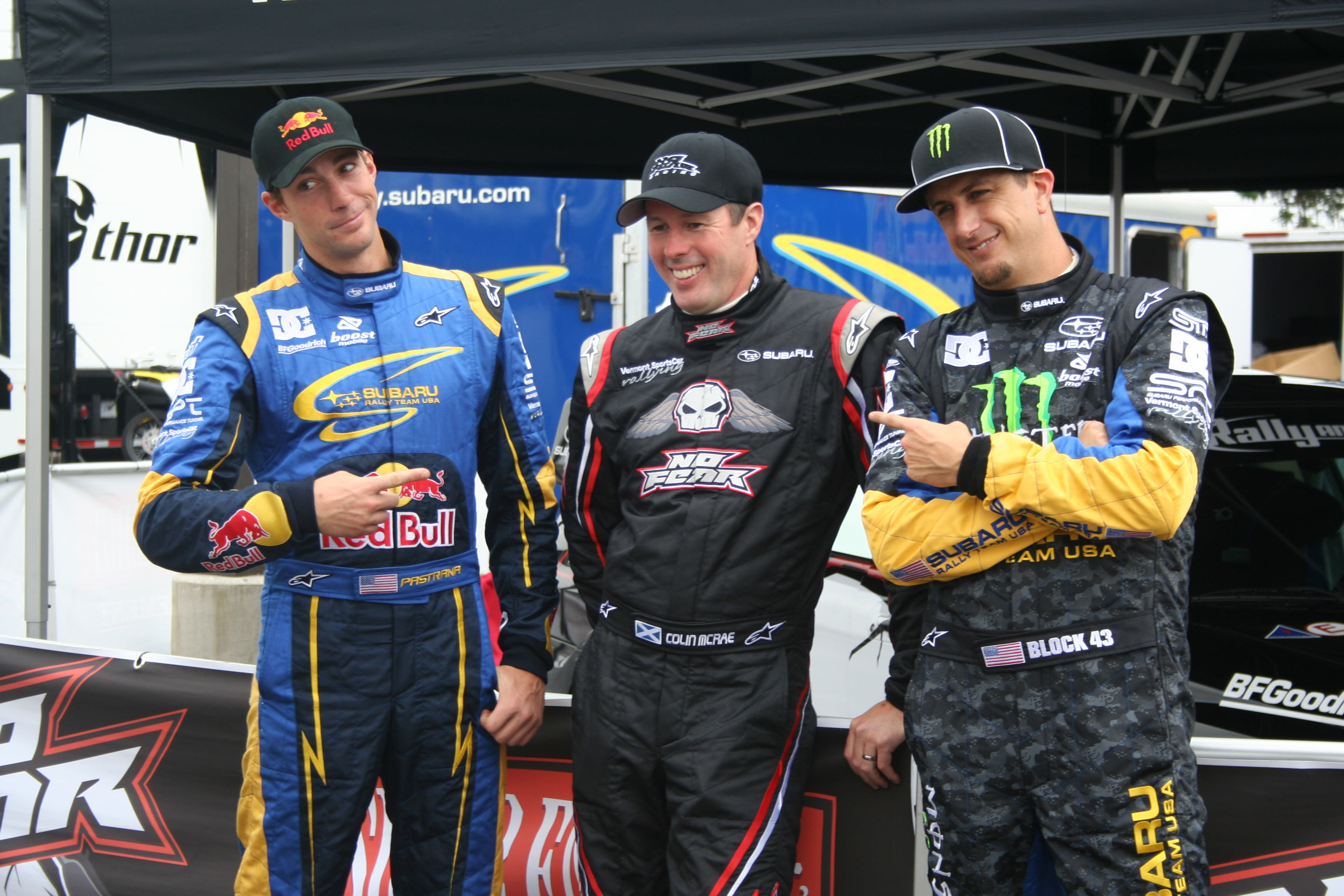
特拉維斯·帕斯特拉納（左）、科林·麦克雷（中）、肯·布洛克（右）：2007年攝於第13屆世界極限運動會

特拉維斯·帕斯特拉納（英語：Travis Pastrana，1983年10月8日—），男，美國賽車運動員、特技表演者，曾於世界极限运动会贏得多個項目的獎項，包括：越野電單車賽、花式越野電單、拉力赛等等。

## 早年生活
特拉維斯於美国马里兰州安纳波利斯出生，父親為波多黎各裔，他的叔父艾倫·帕斯特拉納是馬里蘭大學校隊的四分衛，他亦於此大學完成學業。

## 外部連結
- 维基共享资源上的相關多媒體資源：特拉維斯·帕斯特拉納
- 官方网站
- 特拉維斯·帕斯特拉納在Racing-Reference上的車手數據。